# Grande Pai
Grande Pai é uma telessérie brasileira produzida e exibida pelo SBT de 21 de agosto de 1991 a 1 de março de 1993.
Foi uma versão da série argentina ¡Grande, pa!, sendo adaptada por Gusi, Gustavo Barrios e Ricardo Rodrigues, com direção de Walter Avancini e Crayton Sarzy.
Contou com as atuações de Flávio Galvão, Débora Duarte, Patrícia Lucchesi, Vanessa Rubi e Palomma Duarte nos papeis principais.

## Sinopse
O cotidiano de Arthur, um pai viúvo, que vivia quase sempre estafado, tendo que enfrentar a barra de educar sozinho suas três filhas. A filha adulta e a sua aspiração por independência, os conflitos da adolescência com a filha “do meio”, e com a caçula, a infância difícil com a ausência da mãe.
Arthur, o “grande pai”, contava ainda com a ajuda e os conselhos da governanta Maria, secretamente apaixonada por ele. E convivia com o seu office-boy folgado, André, e sua namorada arrogante, Júlia.

## Produção
A série foi, em sua maioria, rodada em internas para baratear os custos da produção: ou na residência da família ou no escritório do Flávio Galvão. Nos primeiros episódios, a produção do programa foi difícil por problemas técnicos: Avancini precisou dublar as cenas já gravadas da série. Como o elenco nunca tinha experiência com dublagem, o resultado que foi ao ar desagradou ao público.
Uma característica incomum da série é que, como os nomes dos episódios nunca foram revelados, nenhuma legenda, locutor ou nota oficial existe (dada à imprensa que identificasse as histórias por títulos). Com isso, foi possível apenas organizar a ordem cronológica dos episódios levando em consideração o enredo deles.

## Exibição
Foi exibida pelo SBT de 21 de agosto de 1991 até 1992, às 18h, e reapresentada em 1996.
Para as comemorações dos dez anos da emissora, estrearam, além de Grande Pai, outras atrações, como Programa Livre e Alô, Doçura!.
A partir de 24 de novembro de 1992, a série passou a ser diária substituindo a reprise de Chispita no horário das 20h30, sem apresentar os mesmos índices de audiência, acabou sendo cancelada no dia 1º de março de 1993, sendo substituída pela novela Garotas Bonitas.
Foi reexibida em 1996, de segunda a sábado às 20h30; e chegou a ser reexibida nas manhãs de domingo em um período especificado.

## Elenco
| Intérprete         | Personagem   |
| ------------------ | ------------ |
| Flávio Galvão      | Arthur       |
| Débora Duarte      | Maria        |
| Patrícia Lucchesi  | Jô (Josiane) |
| Palomma Duarte     | Ana          |
| Vanessa Rubi       | Flor         |
| Carla Camurati     | Priscila     |
| Douglas Aguillar   | Thiago       |
| Luís Carlos Arutin | Tio Léo      |
| Elizabeth Gasper   | Tia Dulce    |

### Participações especiais
| Intérprete             | Personagem       |
| ---------------------- | ---------------- |
| Sônia Lima             | Júlia            |
| Adriana Lopes          | Maria das Graças |
| Ruy Minharro           | Pedro            |
| Maria Aparecida Baxter | Teresa           |
| Jackeline Olivier      | Débora           |
| Cláudia Mello          | Luiza            |
| Grace Gianoukas        |                  |
| Nico Puig              |                  |
| Wilma de Aguiar        |                  |
| Leonardo Calvano       |                  |
| Vlad Petroff           | policial         |